# Jaarbeursstedenbeker
De Jaarbeursstedenbeker (Engels: Inter-Cities Fairs Cup) was een bekertoernooi voor voetbalclubs waar dertien keer om is gestreden. Het toernooi werd opgeheven nadat de UEFA besloot om vanaf het seizoen 1971/72 het voetbaltoernooi in eigen beheer te organiseren onder de naam UEFA Cup. Hoewel de Jaarbeursstedenbeker wordt erkend als de voorloper van de UEFA Cup, werd deze niet georganiseerd door de UEFA. Om deze reden erkent de UEFA de records van clubs niet als onderdeel van hun Europese recordlijst. De FIFA erkent het toernooi wel als een officieel hoofdtoernooi.
Het oorspronkelijke idee was van de Zwitser Ernst Thommen, de Italiaan Ottorino Barrasi en Sir Stanley Rous uit Engeland. Hun idee was het organiseren van een voetbaltoernooi met representatieve ploegen uit de diverse steden in Europa die regelmatig handelsbeurzen organiseerden.
De eerste competitie werd gespeeld over drie seizoenen, tussen 1955 en 1958. Het tweede toernooi werd gespeeld over twee seizoenen, tussen 1958 en 1960. Daarna werd het een jaarlijks toernooi in de herfst-lente periode. In de beginjaren namen zowel stadselftallen als clubteams deel aan de toernooien, maar er werd wel maar één club per stad toegelaten (uitzondering gold voor eventuele bekerwinnaar). Na 1968 werd door sommigen ook wel de Engelse benaming Runners Up Cup gebruikt, omdat vanaf dit jaar deelname werd gebaseerd op de eindrangschikking in de nationale competities, hetzelfde systeem wat de UEFA vanaf 1971/72 voor de UEFA Cup zou hanteren.
Uit België was Royale Union Saint-Gilloise de eerste club die in het toernooi deelnam, in de tweede editie. Later volgden tien clubs; Club Luik, KAA Gent, Antwerp FC, Daring Club Brussel, Club Brugge en na 1968 Beerschot VAC, Standard Luik, RSC Anderlecht, Sporting Charleroi en KSK Beveren. RSC Anderlecht kwam het verst, zij bereikten in 1969/70 de finale welke van Arsenal FC werd verloren.
De eerste deelname uit Nederland was het team van Utrecht XI in de vijfde editie. Later volgden zes clubs; DOS Utrecht, DWS Amsterdam en na 1968 Feyenoord, FC Twente, AFC Ajax en Sparta Rotterdam.

## Winnaars
| Seizoen         | Thuiswedstrijd                                                           | Score    | Uitwedstrijd           | Plaats                                |
| --------------- | ------------------------------------------------------------------------ | -------- | ---------------------- | ------------------------------------- |
| 1971 Details    | FC Barcelona (ESP)                                                       | 2 - 1    | Leeds United (ENG)     | Camp Nou, Barcelona                   |
| 1971 Details    | Jaarbeursstedenbekerbeslissingswedstrijd                                 |          |                        | Camp Nou, Barcelona                   |
| 1970/71 Details | Juventus (ITA)                                                           | 2 - 2    | Leeds United (ENG)     | Stadio Comunale, Turijn               |
| 1970/71 Details | Leeds United (ENG)                                                       | 1 - 1    | Juventus (ITA)         | Elland Road, Leeds                    |
| 1970/71 Details | Gelijkspel: 3-3 Leeds United won op basis van doelpunten in uitwedstrijd |          |                        |                                       |
| 1969/70 Details | RSC Anderlecht (BEL)                                                     | 3 - 1    | Arsenal (ENG)          | Constant Vanden Stockstadion, Brussel |
| 1969/70 Details | Arsenal (ENG)                                                            | 3 - 0    | RSC Anderlecht (BEL)   | Arsenal Stadium, Londen               |
| 1969/70 Details | Arsenal won in totaal met 4-3                                            |          |                        |                                       |
| 1968/69 Details | Newcastle United (ENG)                                                   | 3 - 0    | Újpest Dózsa (HUN)     | St. James' Park, Newcastle            |
| 1968/69 Details | Újpest Dózsa (HUN)                                                       | 2 - 3    | Newcastle United (ENG) | Szusza Ferenc Stadion, Boedapest      |
| 1968/69 Details | Newcastle United won in totaal met 6-2                                   |          |                        |                                       |
| 1967/68 Details | Leeds United (ENG)                                                       | 1 - 0    | Ferencvárosi (HUN)     | Elland Road, Leeds                    |
| 1967/68 Details | Ferencvárosi (HUN)                                                       | 0 - 0    | Leeds United (ENG)     | Népstadion, Boedapest                 |
| 1967/68 Details | Leeds United won in totaal met 1-0                                       |          |                        |                                       |
| 1966/67 Details | Dinamo Zagreb (YUG)                                                      | 2 - 0    | Leeds United (ENG)     | Maksimir, Zagreb                      |
| 1966/67 Details | Leeds United (ENG)                                                       | 0 - 0    | Dinamo Zagreb (YUG)    | Elland Road, Leeds                    |
| 1966/67 Details | Dinamo Zagreb won in totaal met 2-0                                      |          |                        |                                       |
| 1965/66 Details | FC Barcelona (ESP)                                                       | 0 - 1    | Real Zaragoza (ESP)    | Camp Nou, Barcelona                   |
| 1965/66 Details | Real Zaragoza (ESP)                                                      | 2 - 4 nv | FC Barcelona (ESP)     | La Romareda, Zaragoza                 |
| 1965/66 Details | FC Barcelona won in totaal met 4-3                                       |          |                        |                                       |
| 1964/65 Details | Juventus (ITA)                                                           | 0 - 1    | Ferencvárosi (HUN)     | Stadio Comunale, Turijn               |
| 1964/65 Details | 1 wedstrijd                                                              |          |                        | Stadio Comunale, Turijn               |
| 1963/64 Details | Real Zaragoza (ESP)                                                      | 2 - 1    | Valencia (ESP)         | Camp Nou, Barcelona                   |
| 1963/64 Details | 1 wedstrijd                                                              |          |                        | Camp Nou, Barcelona                   |
| 1962/63 Details | Dinamo Zagreb (YUG)                                                      | 1 - 2    | Valencia (ESP)         | Maksimir, Zagreb                      |
| 1962/63 Details | Valencia (ESP)                                                           | 2 - 0    | Dinamo Zagreb (YUG)    | Luis Casanova Stadium, Valencia       |
| 1962/63 Details | Valencia won in totaal met 4-1                                           |          |                        |                                       |
| 1961/62 Details | Valencia (ESP)                                                           | 6 - 2    | FC Barcelona (ESP)     | Luis Casanova Stadium, Valencia       |
| 1961/62 Details | FC Barcelona (ESP)                                                       | 1 - 1    | Valencia (ESP)         | Camp Nou, Barcelona                   |
| 1961/62 Details | Valencia won in totaal met 7-3                                           |          |                        |                                       |
| 1960/61 Details | Birmingham City (ENG)                                                    | 2 - 2    | AS Roma (ITA)          | St Andrews, Birmingham                |
| 1960/61 Details | AS Roma (ITA)                                                            | 2 - 0    | Birmingham City (ENG)  | Stadio Olimpico, Rome                 |
| 1960/61 Details | AS Roma won in totaal met 4-2                                            |          |                        |                                       |
| 1958/60 Details | Birmingham City (ENG)                                                    | 0 - 0    | FC Barcelona (ESP)     | St Andrews, Birmingham                |
| 1958/60 Details | FC Barcelona (ESP)                                                       | 4 - 1    | Birmingham City (ENG)  | Camp Nou, Barcelona                   |
| 1958/60 Details | FC Barcelona won in totaal met 4-1                                       |          |                        |                                       |
| 1955/58 Details | London XI (ENG)                                                          | 2 - 2    | FC Barcelona (ESP)     | Stamford Bridge, Londen               |
| 1955/58 Details | FC Barcelona (ESP)                                                       | 6 - 0    | London XI (ENG)        | Camp Nou, Barcelona                   |
| 1955/58 Details | FC Barcelona won in totaal met 8-2                                       |          |                        |                                       |

Overige Europese Bekertoernooien: UEFA Champions League · UEFA Europa Conference League · UEFA Super Cup · Europacup I (Beker der Landskampioenen) · Europacup II (Beker der Bekerwinnaars) · UEFA Intertoto Cup